# The Star (Maleisië)
The Star is een Engelstalige tabloid-krant in Maleisië. Het is de grootste krant in het land als het gaat om de oplage: door de week ruim 286.000 exemplaren, op zondag ruim 295.000 (The Sunday Star). De krant verscheen voor het eerst als een regionale krant in Georgetown, Penang, op 9 september 1971. Op 3 januari 1976 werd het een blad met een nationale verspreiding. In 1978 verhuisde het hoofdkwartier naar Kuala Lumpur. De krant komt uit in vijf edities. Het dagblad is regeringsgezind en is voor het grootste deel eigendom van de Malaysian Chinese Association, een politieke partij die deelneemt aan de Barisan Nasional-coalitie. De moedermaatschappij van The Star is Star Publications, die ook andere bladen uitgeeft en vier radiostations heeft.